# Danh sách tập phim Jonas L.A.
JONAS là một series phim truyền hình sitcom, khởi chiếu từ ngày 2 tháng 5,2009 trên kênh Disney Channel ở Mỹ và từ ngày 9 tháng 8 năm 2009 trên kênh Disney Channel Asia ở các nước Đông Nam Á. Tập mới của JONAS chiếu vào thứ 7 và Chủ nhật hàng tuần vào lúc 4:30 (giờ Việt Nam).

## Tổng quát
| Season | Season   | Số tập | Ngày khởi chiếu                          | Ngày kết thúc |
| ------ | -------- | ------ | ---------------------------------------- | ------------- |
|        | Season 1 | 21     | 9 tháng 8,2009 (ĐNÁ) 2 tháng 5,2009 (Mỹ) | -             |

## Tập phim

### Season 1: 2009
| Tập | Tựa đề tập phim        | Đạo diễn      | Kịch bản                           | Số khán giả ở Mỹ (triệu) | Ngày khởi chiếu gốc | Mã số sản xuất |
| --- | ---------------------- | ------------- | ---------------------------------- | ------------------------ | ------------------- | -------------- |
| 1 | "Wrong Song"           | Jerry Levine  | Ivan Menchell                      | 4.00                     | 2 tháng 5 năm 2009  | 105            |
| Kevin và Joe cảnh báo Nick rằng cậu đang theo đuổi Penny, cô gái cậu thích quá nhanh, nhưng Nick không nghe theo họ. Nick sau đó rất đau buồn khi cậu nghe Penny hát tặng bạn trai của cô bản tình ca Nick viết tặng riêng cho cô. Trong khi đó, Stella tạo ra 1 dòng quần áo mới tên Stellcro và nhờ Macy thử nó, nhưng nó kết thúc rất kinh khủng. Bài hát: Give Love a Try Ngôi sao khách mời: Bridgit Mendler trong vai Penny                                                                             |                        |               |                                    |                          |                     |                |
| 2 | "Groovy Movies"        | Paul Hoen     | Ivan Menchell                      | 2.20                     | 9 tháng 5 năm 2009  | 102            |
| Kevin, Joe và Nick muốn làm một cái bánh tặng mẹ nhân ngày sinh nhật nhưng 1 tai nạn làm hỏng kế hoạch của họ.. Vắng mặt: Nicole Anderson trong vai Macy Xuất hiện lần đầu: Rebecca Creskoff trong vai bà Lucas và Frankie Jonas trong vai Frankie Lucas |                        |               |                                    |                          |                     |                |
| 3 | "Slice Of Life"        | Paul Hoen     | Heather MacGilluray Linda Mathious | 3.40                     | 16 tháng 5 năm 2009 | 108            |
| Khi cả Joe, Nick và Kevin đều thích Maria, cô gái giao pizza, họ tranh đua với nhau để gây ấn tượng với cô.Chú ý:Tập phim thường được gọi là "Pizza Girl" Bài hát: Pizza Girl Ngôi sao khách mời: Scheana Marie Jancan trong vai Maria |                        |               |                                    |                          |                     |                |
| 4 | "Keeping It Real"      | Lev L. Spiro  | Michael Curtis Roger S.H. Schulman | 3.40                     | 17 tháng 5 năm 2009 | 103            |
| Kevin, Joe và Nick nhận ra những việc nhà bình thường rất khó để thực hiện khi những fan cuồng nhiệt luôn bao vây họ. Bài hát: Keep It Real Ngôi sao khách mời: Kara Stribling trong vai cô bé nhỏ, |                        |               |                                    |                          |                     |                |
| 5 | "Band's Best Friend"   | Linda Mendoza | Kevin Kopelow Heath Seifert        | 3.70                     | 7 tháng 6 năm 2009  | 109            |
| Người bạn thời thơ ấu của 3 anh em, Carl, đến thăm họ, nhưng dùng danh tiếng của họ cho bản thân. Trong khi đó, Stella giận Macy vì đã dùng tiền cô cho mượn để mua 1 miếng khoai tây chiên trông giống như Joe. Bài hát: We Got To Work It Out Ngôi sao khách mời: Nate Hartley trong vai Carl Schuster và John Taylor trong vai thầy Costello |                        |               |                                    |                          |                     |                |
| 6 | "Chasing the Dream"    | Paul Hoen     | Kevin Kopelow Heath Seifert        | 3.89                     | 14 tháng 6 năm 2009 | 104            |
| Kevin để Macy làm ca sĩ hát nền cho album sắp tới của JONAS, giọng của cô hóa ra lại rất kinh khủng, đặt Kevin vào 1 tình huống khó xử. Ngôi sao khách mời: Rif Hutton trong vai Malcolm Meckle |                        |               |                                    |                          |                     |                |
| 7 | "Fashion Victim"       | Lev L. Spiro  | Michael Curtis Roger S.H. Schulman | 3.00                     | 21 tháng 6 năm 2009 | 106            |
| Joe ghen khi Stella hẹn hò với Van Dyke, nên cậu gọi một cuộc họp thời trang khẩn cấp, phá hỏng cuộc hẹn của Stella. Để trả đũa, Stella đưa Joe một bộ đồ rất xấu để mặc khi gặp Thủ tướng Anh. Bài hát: tell me Why Ngôi sao khách mời: Chuck Hittinger trong vai Van Dyke Tosh và Millicent Martin trong vai Nữ hoàng Anh. |                        |               |                                    |                          |                     |                |
| 8 | "That Ding You Do"     | Paul Hoen     | Heather MacGilluray Linda Mathious | 3.50                     | 28 tháng 6 năm 2009 | 1xx            |
| Joe nhận thấy thật khó khăn khi là thành viên của JONAS khi cậu thích 1 nữ công cello tên Angelina, người không thích ngôi sao, nên cậu quyết định chơi kẻng 3 góc trong dàn nhạc của trường. Trong khi đó, Macy và Stella cá với nhau xem ai có thể chịu đựng lâu hơn để không đụng tới những thứ họ say mê. Macy không được nói "JONAS" còn Stella không được nhắn tin. Ngôi sao khách mời: Peter MacKenzie trong vai thầy Phelps và Mariah Buzolin trong vai Angelina Song(s): Blue Danube (JONAS version) |                        |               |                                    |                          |                     |                |
| 9 | "Complete Repeat"      | Sean McNamara | Ivan Menchell                      | 4.03                     | 5 tháng 7 năm 2009  | 110            |
| Nick không thể viết được bài hát mới và trải qua một ngày tồi tệ. Khi cậu ngủ, cậu mơ thấy mình viết được 1 bài hát tuyệt vời nhưng không thể nhớ ra khi thức dậy, vì thế Joe và Kevin cố gắng tạo lại ngày tồi tệ của Nick để cậu sẽ có thể mơ về bài hát tuyệt vời ấy 1 lần nữa. Bài hát: I Did It All Again Vắng mặt: Nicole Anderson trong vai Macy. Ngôi sao khách mời: Samantha Boscarino trong vai Amy                                                                                                 |                        |               |                                    |                          |                     |                |
| 10 | "Love Sick"            | Paul Hoen     | Michael Curtis Roger S.H. Schulman | 4.39                     | 2 tháng 8 năm 2009  | 113            |
| Joe tự hỏi về mối quan hệ với Stella khi được mời đến một sự kiện thời trang. Trong khi đó, Macy hẹn hò với Randolph và quyết định biến cậu ta thành bản sao của Nick bằng cách bắt cậu ta mặc đồ của Nick, đội tóc giả giống Nick và đặt tên riêng cho cậu ta là "Nick". Joe và Stella đều đồng ý rằng họ có tình cảm với nhau nhưng tình bạn của họ là quá nhiều để từ bỏ khi chuyện hẹn hò của họ kết thúc không tốt đẹp. Bài hát: Love Sick Ngôi sao khách mời: Graham Patrick Martin trong vai Randolph  |                        |               |                                    |                          |                     |                |
| 11 | "The Three Musketeers" | TBA           | TBA                                | 3.79                     | 9 tháng 8 năm 2009  | 114            |
| Các thành viên của JONAS thử tài diễn xuất trong một vở kịch của trường về Ba chàng lính ngự lâm. Joe bỗng dưng bị chứng sợ sân khấu nên Van Dyke thế chỗ cậu nhưng sau đó Joe nhận ra rằng Stella là người yêu của Van Dyke trong vở kịch. Ngôi sao khách mời: Chuck Hittinger as Van Dyke Tosh Bài hát: Why |                        |               |                                    |                          |                     |                |
| 12 | "Frantic Romantic"     | TBA           | TBA                                | TBA                      | 16 tháng 8 năm 2009 | 116            |
| Một tạp chí nói Joe đang hẹn hò với một người nổi tiếng là Fiona Sky(Sara Paxton). Cô ấy tận hưởng sự quảng cáo này trong khi Joe thì không nên Nick và Kevin cố gắng lôi Joe ra khỏi nó. Ngôi sao khách mời: Sara Paxton |                        |               |                                    |                          |                     |                |
| 13 | "Detention"            | TBA           | TBA                                | TBA                      | 23 tháng 8 năm 2009 | 112            |
| Một giáo viên cho Joe thoát khỏi 1 tai nạn với chuông báo cháy, nhưng lại bắt Abby, bạn cậu cấm túc cho 1 lỗi tương tự. Trong khi đó, Stella vật lộn với điểm môn Thể dục, và cố gắng biến may vá thành một môn thể thao. Ngôi sao khách mời: Tangelia Rouse as Mrs. Snark, Carly Lang as Abby, Bob Glouberman as Mr. Spencer |                        |               |                                    |                          |                     |                |

## Mùa 2: 2010
- Ở mùa này tên bộ phim mới thực sự là Jonas L.A.
- Mùa này có 13 tập.
- Kevin Jonas, Joe Jonas, Nick Jonas và Chelsea Staub xuất hiện ở tất cả các tập.
- Nicole Anderson vắng mặt 1 tập.
- John Ducey chỉ xuất hiện 1 tập.

| Tập | Tập theo mùa | Tựa đề tập phim         | Đạo diễn             | Số khán giả ở Mỹ (triệu) | Ngày khởi chiếu gốc | Mã số sản xuất |
| --- | ------------ | ----------------------- | -------------------- | ------------------------ | ------------------- | -------------- |
| 22 | 1            | "House Party"           | Paul Hoen            | 3.3                      | 20 tháng 6 năm 2010 | 201            |
| Khi nhóm Jonas đến Los Angeles, hàng xóm mới của họ, DZ, bảo là họ phải tổ chức tiệc để hòa nhập, và bọn họ quyết định làm theo. Trong khi đó, Stella và Macy tới L.A., bởi vì Stella nghĩ Joe muốn tiếp tục mối quan hệ của họ. Nhưng mọi chuyện trở nên tệ đi khi Joe bị phát hiện đang ôm diễn viên Vanessa Page (Abby Pivaronas). Bài hát: "LA Baby" và "Set This Party Off" Ngôi sao khách mời: Adam Hicks vai DZ, Emma Roberts vai chính mình, Anna Maria Perez de Taglé vai chính mình (uncredited) và Abby Pivaronas vai Vanessa Page |              |                         |                      |                          |                     |                |
| 23 | 2            | "Back to the Beach"     | Eyal Gordin          | N/A                      | 27 tháng 6 năm 2010 | 202            |
| Joe chuẩn bị thử vai với Vanessa Page, nhưng khi anh ta đến thì căn phòng chứa đầy người trông giống y hệt anh. Stella và Kevin giúp đỡ anh diễn một cảnh trong buổi thử vai. Trong khi đó, Nick ghen tị vì một tay lướt sóng chuyên nghiệp, Stone Stevens nhờ Macy giúp hoàn thiện trang web của anh ta. Bài hát: "Fall" Ngôi sao khách mời: Adam Hicks vai DZ, Debi Mazar vai Mona Klein, Austin Butler vài Stone Stevens và Abby Pivaronas vai Vanessa Page                                                                                |              |                         |                      |                          |                     |                |
| 24 | 3            | "Date Expectations"     | Paul Hoen            | 3.2                      | 2 tháng 7 năm 2010  | 203            |
| Stella gặp một người bạn mới, Ben, trong khi đi leo núi với Macy và anh ta mời Stella đi chơi. Cô chấp nhận. Joe trở nên rất ghen tị và đối đầu với Ben. Trong khi đó, Kevin và Nick chiến đấu với nhau xem ai có được chỗ trong cuộc đấu Ping-Pong Tournament của Justin Timberlake. Bài hát: "Make It Right" Ngôi sao khách mời: Adam Hicks vai DZ và Robert Adamson vai Ben Chú ý: Tập này được dự định ra mắt ngày 4 tháng 7, nhưng được dời đến ngày 2 tháng 7.                                                                          |              |                         |                      |                          |                     |                |
| 25 | 4            | "And... Action"         | Paul Hoen            | 3.7                      | 11 tháng 7 năm 2010 | 204            |
| Joe đến trường quay muộn và làm Mona bực mình. Macy trang điểm cho DZ. Dì của Stella có sở thích mới. Bài hát: "Invisible" Ngôi sao khách mời: Adam Hicks vai DZ, Debi Mazar vai Mona Klein, Kym Whitley vai Officer Evie, Claire Demorest vai Andrea Munroe và Abby Pivaronas vai Vanessa Page |              |                         |                      |                          |                     |                |
| 26 | 5            | "America's Sweethearts" | Eyal Gordin          | 3.5                      | 25 tháng 7 năm 2010 | 205            |
| Joe hỏi Stella để tìm hiểu Vanessa có thích mình không, nhưng Stella không thích làm thế, thế là cô đã thất bại. Cô nói dối Joe, bảo là Vanessa không có cảm tình gì cho Joe, kết quả là cả hai đều rất đau lòng. Kevin trở thành trợ lý của Mona. Bài hát: "Hey You" Ngôi sao khách mời: Debi Mazar vai Mona Klein và Abby Pivaronas vai Vanessa Page Absent: Nicole Anderson as Macy Misa |              |                         |                      |                          |                     |                |
| 27 | 6            | "The Secret"            | Paul Hoen            | 4.1                      | 1 tháng 8 năm 2010  | 207            |
| When Big Man leaves Nick in charge of watching his niece Kiara for the day and she figures out that Nick and Macy have been keeping their relationship a secret from everyone else. In order to keep her quiet, Nick agrees to record a song with her. Meanwhile, Joe accidentally gives Kevin a black eye during his movie fight training. Songs: "Your Biggest Fan", "Keep It Real" and "Set This Party Off" Guest Star: China Anne McClain as Kiara Tyshanna                                                                               |              |                         |                      |                          |                     |                |
| 28 | 7            | "A Wasabi Story"        | John Scott           | 4.2                      | 8 tháng 8 năm 2010  | 206            |
| Vanessa arranges a double date with Stella and Ben and her and Joe to have a world famous sushi chef for them. Things get complicated when Ben and Vanessa finds out that Joe and Stella had something between each other before. Kevin and Nick are going to a golf course and Macy asks if she can come along. Songs: "Chillin' In The Summertime" Guest Star: Alec Mapa as Chef Shiraki and Robert Adamson as Ben |              |                         |                      |                          |                     |                |
| 29 | 8            | "Up in the Air"         | John Scott           | N/A                      | 15 tháng 8 năm 2010 | 208            |
| Mona asks Joe if Stella wants to be the new designer on set, much to Vanessa's annoyance. Meanwhile, Kevin tells Nick that Macy only likes handmade gifts, so he makes a mug for her for their one month-iversary. Songs: "Things Will Never Be The Same" Guest Stars: Debi Mazar as Mona Klein and China Anne McClain as Kiara Tyshanna Note: This episode premiered on Joe Jonas' 21st birthday. |              |                         |                      |                          |                     |                |
| 30 | 9            | "Direct to Video"       | Paul Hoen            | 3.8                      | 22 tháng 8 năm 2010 | 209            |
| The brothers decide to make a new music video which Kevin wants to direct but is upset after his father hires a popular music video director, Mc P, to direct the video instead. Meanwhile, Frankie has a crush on Macy and is trying to win her heart away from Nick. Also, Stella gets sick and Aunt Lisa takes care of her. Songs: "Drive" Guest Stars: John Ducey as Tom Lucas, Frankie Jonas as Frankie Lucas and Antony Del Rio as McP                                                                                                  |              |                         |                      |                          |                     |                |
| 31 | 10           | "The Flirt Locker"      | Paul Hoen            | 3.4                      | 29 tháng 8 năm 2010 | 210            |
| A well-known celebrity blogger named Jessika nicknamed "The Movie Brat" interviews Joe for his movie, so Joe decides to flirt with her to prove to Stella that his charm is universal. Nick meets with a music producer. Also, Big Man makes Kevin do a vigorous workout to get back into shape. Songs: "Critical" "Things Will Never Be The Same" Guest Star: Abbie Cobb as Jessika Note: This episode premiered on Nicole Anderson's 20th birthday.                                                                                         |              |                         |                      |                          |                     |                |
| 32 | 11           | "Boat Trip"             | Savage Steve Holland | 2.8                      | 12 tháng 9 năm 2010 | 211            |
| With Joe and Stella not speaking to each other, Nick and Macy come up with a plan to get them to talk. Meanwhile, David Henrie challenges Kevin to a reality show competition. Songs: "Chillin in the Summer Time" and "Make It Right" Special Guest Star: David Henrie as Himself Special appearance by: Emily Osment as Herself |              |                         |                      |                          |                     |                |
| 33 | 12           | "On the Radio"          | Savage Steve Holland | 2.8                      | 26 tháng 9 năm 2010 | 212            |
| In this episode Joe, Nick and Kevin do an interview on the radio to tell their fans they are not breaking up. On the interview they find out each of them have been doing a side project. Songs: "Summer Rain" Special Guest Star: David Henrie as Himself Guest Star: Debi Mazar as Mona Klein and Abby Pirvonas as Vanessa Paige |              |                         |                      |                          |                     |                |
| 34 | 13           | "Band of Brothers"      | Ryan Shiraki         | 3.5                      | 3 tháng 10 năm 2010 | 213            |
| The guys plan a secret concert to show their fans that they are not breaking up. Meanwhile, Stella wants to move back to New Jersey and Joe tries to stop her. This is the series final episode. Songs: "Critical", "Feelin Alive" and "L.A. Baby" Guest stars: China Anne McClain as Kiara Tyshanna, Frankie Jonas as Frankie Lucas and Debi Mazar as Mona Klein |              |                         |                      |                          |                     |                |